# Wynental en Suhrentalbahn

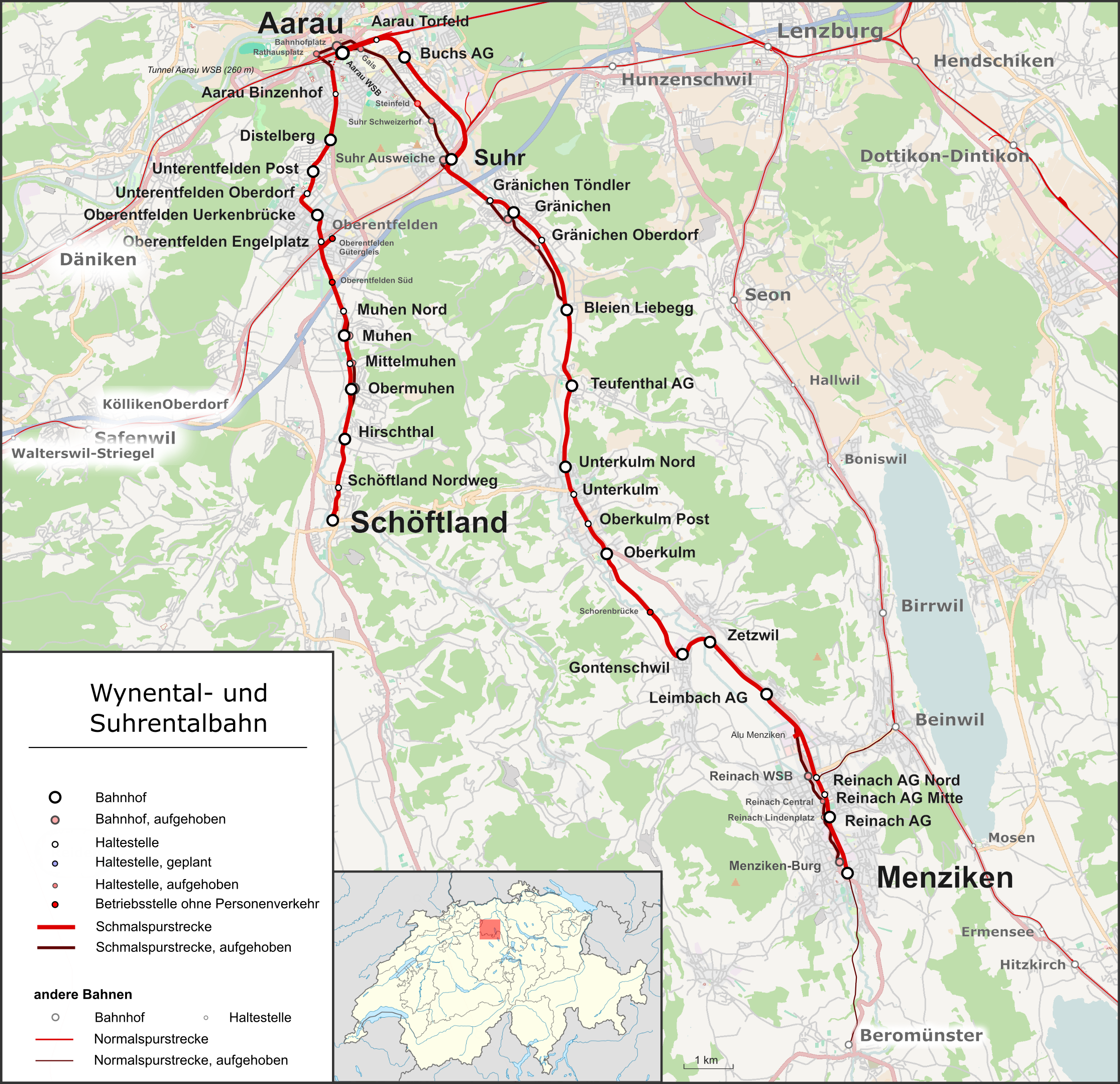
Wynental- und Suhrentalbahn

De Wynental en Suhrentalbahn (afgekort: WSB) was een Zwitserse spooronderneming in kanton Aargau en tegenwoordig onderdeel van AAR Bus+Bahn (AAR).

## Geschiedenis
De Wynental en Suhrentalbahn (WSB) is ontstaan door een fusie op 24 juni 1958 van de Wynentalbahn (WTB) en de Aarau-Schöftland-Bahn (AS)
In 2002 werd een samenwerkingsverbond tussen de Wynental en Suhrentalbahn (WSB) en het busbedrijf Aarau (BBA) als AAR Bus+Bahn opgericht. AAR Bus+Bahn bedient nu een groot gebied in kanton Aargau.

## Trajecten
- Suhrentalbahn: Aarau - Unterentfelden - Oberentfelden - Muhen - Hirschthal - Schöftland
- Wynentalbahn: Aarau - Suhr - Gränichen - Teufenthal - Unterkulm - Oberkulm - Gontenschwil - Leimbach - Reinach - Menziken

## Goederenvervoer
Voor het vervoer van normaalsporige goederenwagens werd in Suhr en Oberentfelden een rolbok-installatie gebouwd. De rolbokken werden gebruikt op het traject tussen Suhr en Menziken en tussen Oberentfelden en Schöftland. Hier konden de goederenwagens van het net van de SBB worden uitgewisseld. Hier op vond het lossen en laden waardoor de rolbokken nog inzetbaar waren voor het behandelen van andere goederenwagens. Inmiddels is alles verdwenen.

## Elektrische tractie
De trajecten van de Wynentalbahn (WTB) en de Schöftland Aarau-trein (AS) werden geëlektrificeerd met een spanning van 750 volt gelijkstroom.